# Măglen
Măglen (în bulgară Мъглен ) este un sat în Obștina Aitos, Regiunea Burgas, Bulgaria.

## Demografie
Componența etnică a satului Măglen
     Bulgari (3,28%)
     Turci (66,61%)
     Romi (21,29%)
     Nicio identificare (8,8%)
La recensământul din 2011, populația satului Măglen era de 1.249 locuitori. Din punct de vedere etnic, majoritatea locuitorilor (66,61%) erau turci, existând și minorități de romi (21,29%) și bulgari (3,28%). Pentru 8,8% din locuitori nu este cunoscută apartenența etnică.